# Európa földrajzi középpontja

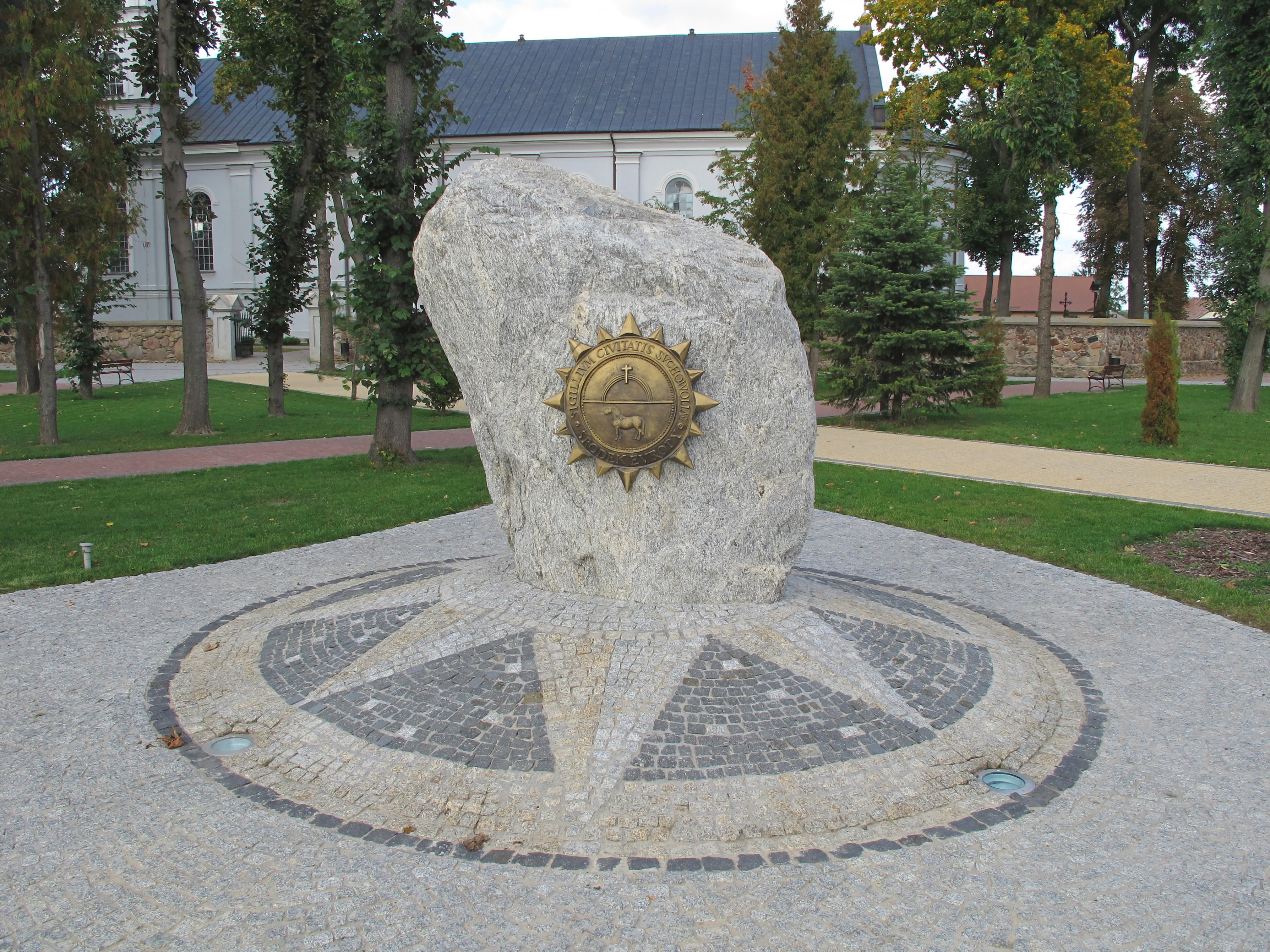
Emlékmű a lengyelországi Suchowola településen

Európa földrajzi középpontja attól függ, hogyan határozzuk meg Európa határait, főleg, hogy mely távoli szigeteket tartalmazza és hogyan adjuk meg Európa szélső pontjait a számítás során, valamint a számítási módszer is befolyásolja a végleges eredményt. Így több pontról is azt állítják, hogy az a feltételezett középpont. Az első hivatalos nyilatkozat Európa közepéről, 1775-ben a lengyel királyi csillagász és térképész Szymon Antoni Sobiekrajski számításai alapján, Suchowola, ez egy kisváros Białystok közelében, a mai Lengyelország északkeleti részén. Az alkalmazott módszer az volt, hogy kiszámította Európa szélső pontjai közti felezőpontot: Portugália (nyugat) és a Közép-Urál (kelet), valamint Norvégia (észak) és Dél-Görögország (dél) (a szigeteket nem vette figyelembe). Jelenleg a nevezetes ponton egy emlékmű állít emléket a középpontnak Suchowolában. 
A koordinátái: é. sz. 53° 34′ 39″, k. h. 23° 06′ 22″53.577500°N 23.106111°ESuchowola, Poland (monument).

## Aktuális mérések

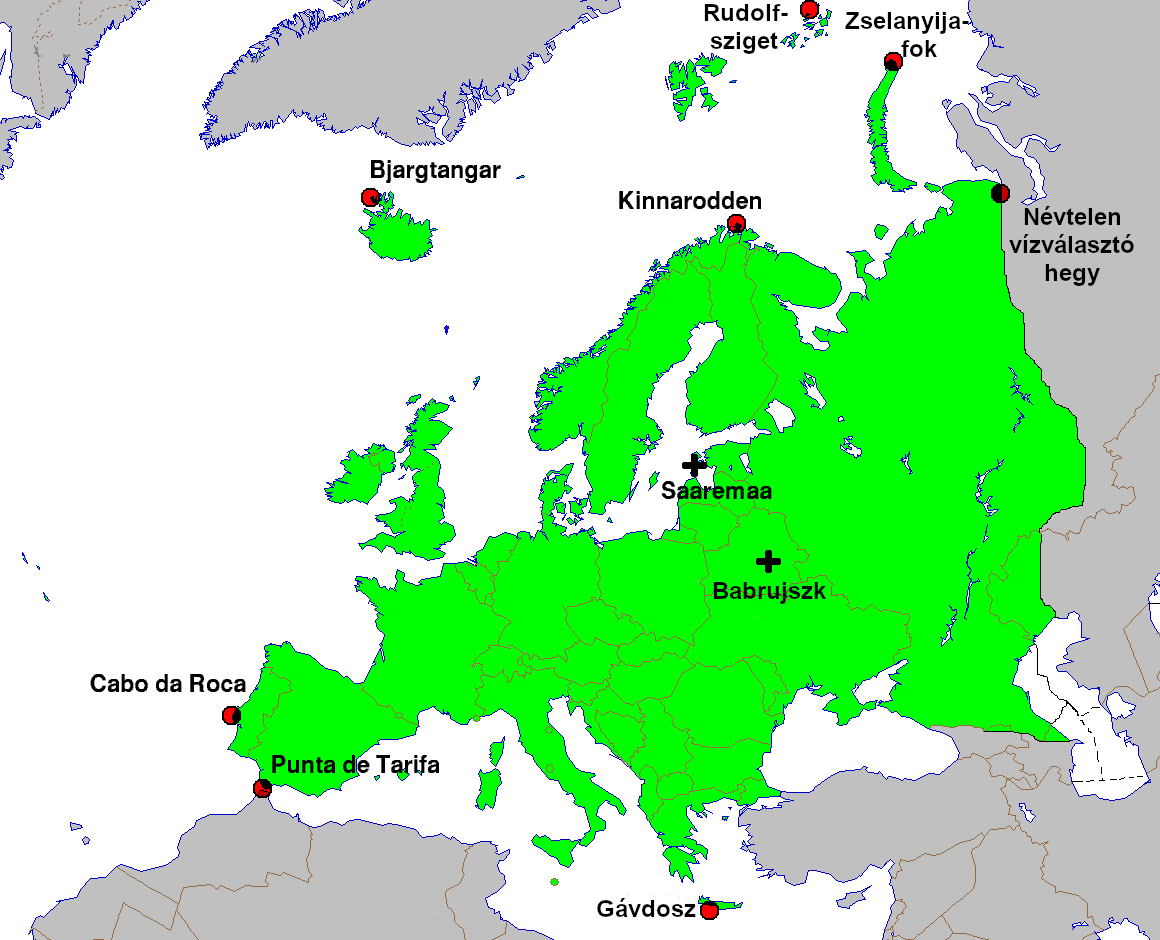
Aktuális mérések szerinti szélső pontok, illetve a középpontok

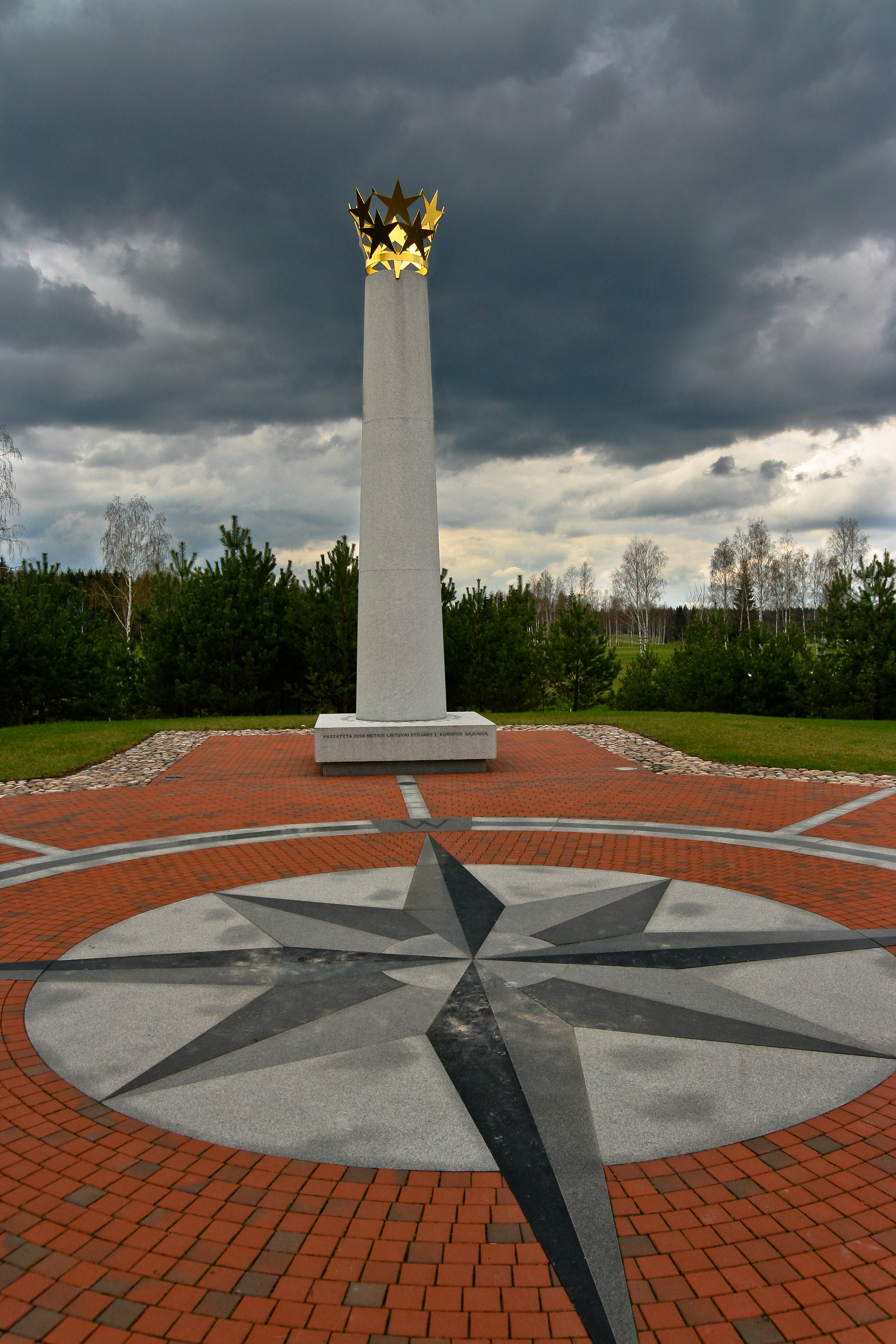
Emlékmű a litvániai Purnuškės településnél

Miután újra megbecsülték a kontinens határait, 1989-ben Jean-George Affholder, az Institut Géographique National egyik kutatója megállapította, hogy Európa földrajzi középpontja é. sz. 54° 54′, k. h. 25° 19′54.900000°N 25.316667°EPurnuškės (centre of gravity) pontján található. A számítási módszere az volt, hogy Európát geometriai ábraként kezelve kiszámította annak súlypontját, ez a pont volt az ábra súlypontja.
Ez a pont Litvániában található, közel Purnuškės faluhoz. Ezt a pontot is egy emlékmű jelzi, melyet Gediminas Jokūbonis szobrász készített, az emlékmű egy fehér gránitoszlop, rajta korona és csillagok dísszel, 2004-ben került a helyére. Az emlékművet erdők és mező veszi körül, közelében a Girija-tó és Bernotai-domb, valamint egy régi temető. Az Állami Turisztikai Hivatal védettség alá helyezte a területet Földrajzi Középpont emlékmű körül Európa Park néven mint turistalátványosság. A park 17 km-re fekszik a fővárostól, található itt szabadtéri múzeum, szoborpark és a világ legnagyobb tv-szobra.

### Fehéroroszország

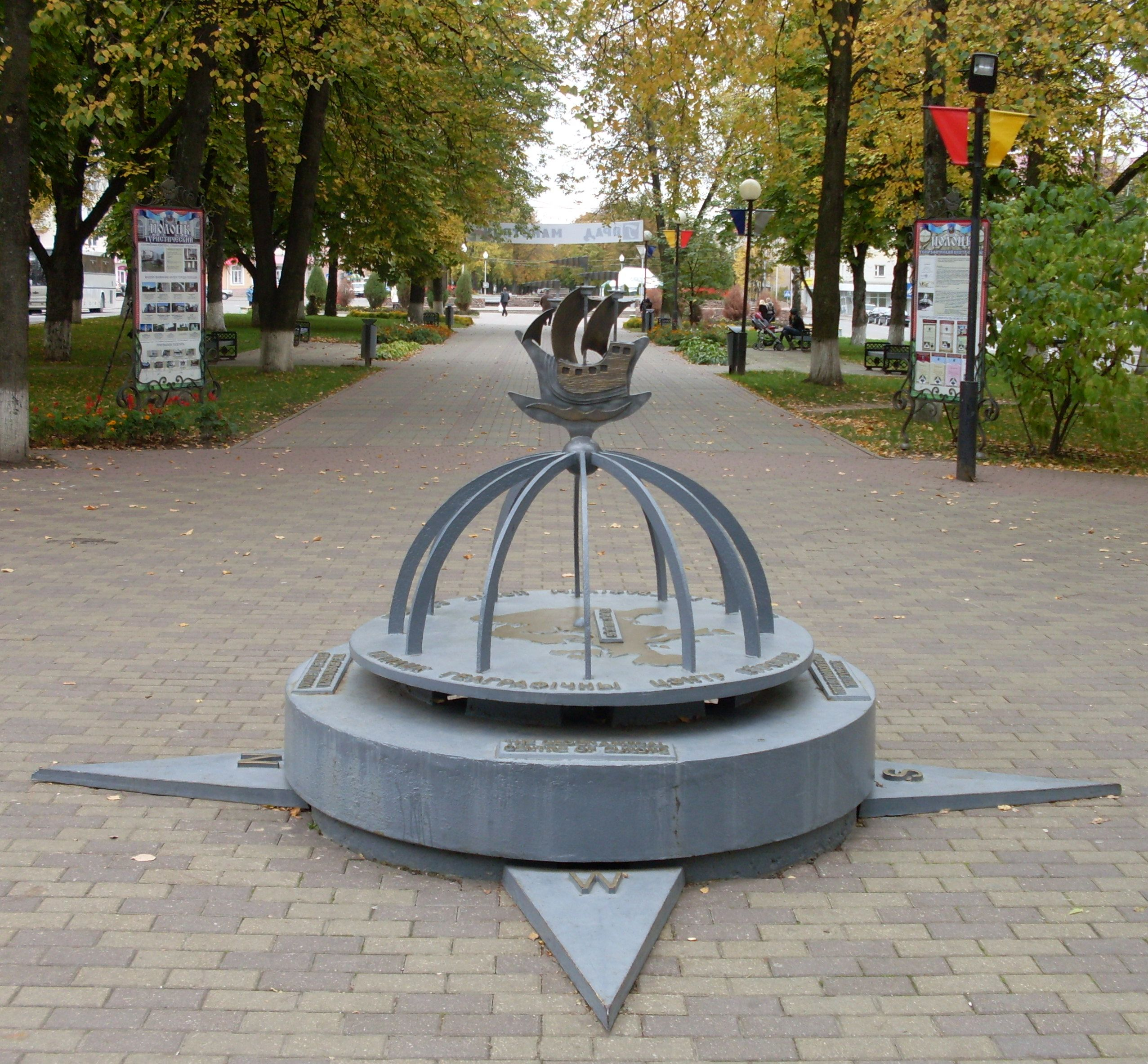
Emlékmű Európa földrajzi középpontjáról Polackban

2000-ben fehérorosz tudósok: Aljakszej Szalamonav és Valerij Anoska közzétett egy jelentést, amiben kijelentette, hogy Európa földrajzi középpontja So-tó közelében található (é. sz. 55° 10′ 55″, k. h. 28° 15′ 30″55.181944°N 28.258333°E) a Vicebszki területen.
Az orosz Központi Geodéziai, Távérzékelési és Térképészeti Kutatóintézet (CNIIGAiK) tudósai a fehérorosz kutatók számításait ujraszámolva azt találták, hogy Európa földrajzi középpontja Polacknál é. sz. 55° 30′ 00″, k. h. 28° 48′ 00″55.500000°N 28.800000°E található. Egy kis emlékművet állítottak 2008. május 31-én a földrajzi középpont megjelölésére.

### Magyarország
Egy 1992-es felmérés megállapította, hogy Európa geometriai középpontja Tállya falu Magyarországon é. sz. 48,23610°, k. h. 21,22574°48.236100°N 21.225740°E. 2000-ben egy szobor épült a faluban, ahol kijelentették, hogy ez a hely Európa geometriai középpontja.

### Észtország
Azt állította, hogy ha az összes szigetet számításba vesszük, ami Európához tartozik – az Azori-szigetektől Ferenc-József-földig és Krétától Izlandig –, akkor Európa közepén fekszik az é. sz. 58° 18′ 14″, k. h. 22° 16′ 44″58.303889°N 22.278889°ENorth of Torgu pontján Mõnnuste falu, a Saaremaa-szigeten Nyugat-Észtországban. Sem a szerző, sem a számítási módszer nem került nyilvánosságra. A helyi kärlai önkormányzat arra törekszik, hogy fejlessze és turistahellyé tegye a pontot.

## További lehetséges középpontok

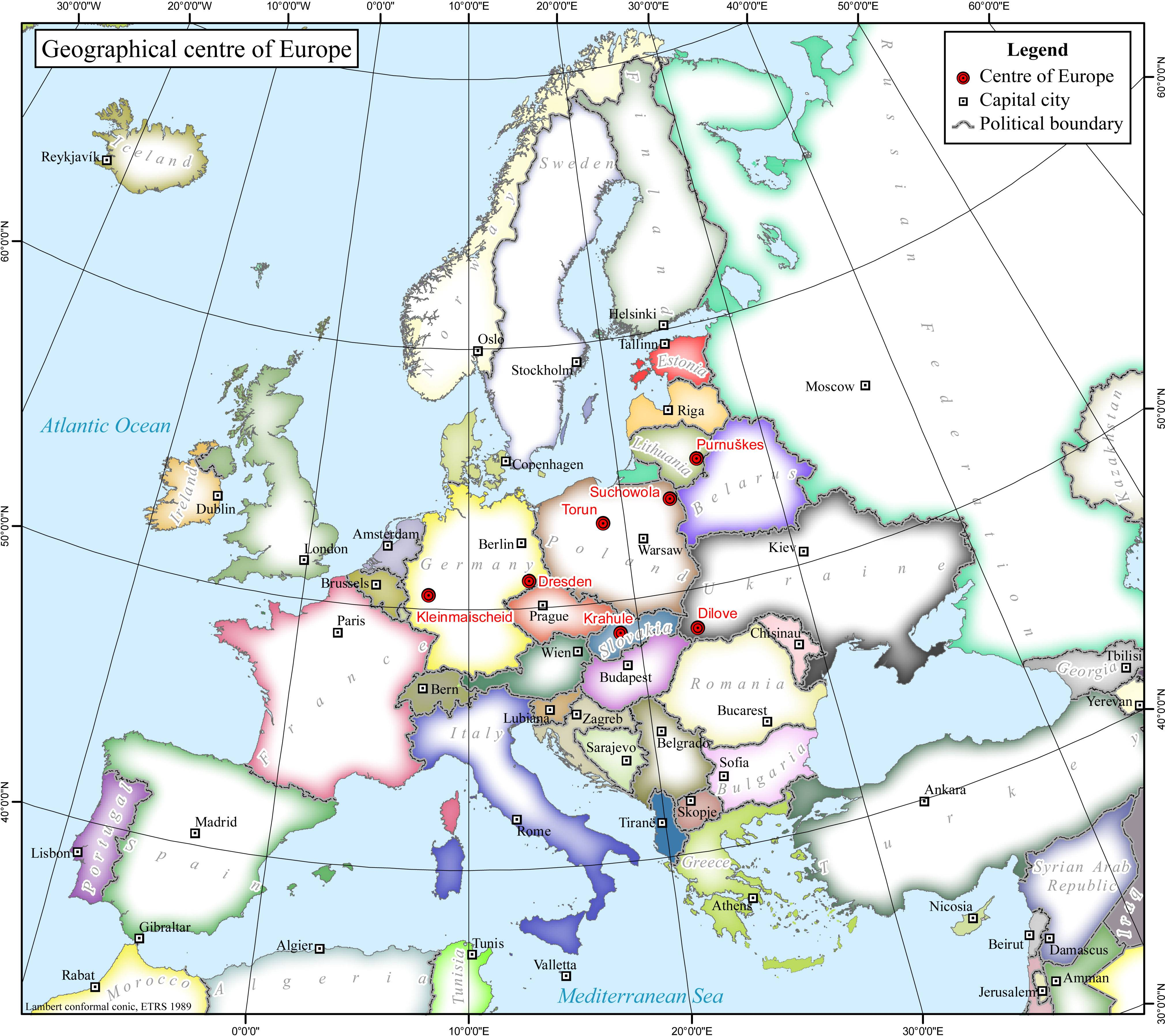
Ez a térkép azt mutatja, mely pontok „versenyeznek” Európa földrajzi középpontja címért:
Terebesfejérpatak (Rahói járás, Ukrajna), Kékellő vagy Jánoshegy (Szlovákia), Drezda, Kleinmaischeid (Németország), Toruń, Suchowola (Lengyelország), Bernotai vagy Purnuškės (Litvánia).

Helyszínek, amelyek jelenleg versengenek, hogy ők lennének Európa középpontjai:
- Bernotai vagy Purnuškės települések, Vilnius közelében, Litvánia[12][13] (A Guinness World Records ezt ismeri el Európa hivatalos földrajzi középpontjaként,[forrás?] de attól függően, hogy mi volt a használt módszer a meghatározáskor, más középpontok is hivatalosak lehetnek.)
- Jánoshegy falu, vagy a szomszédos falu Kékellő, közel Körmöcbányához, Közép-Szlovákia[14]
- Rahó és Terebesfejérpatak között, Kárpátalja, Ukrajna[15]
- egy pont Polack közelében, vagy Vicebszkben, vagy annak közelében Babrujszkban, vagy a So-tó közelében, Fehéroroszország[16]

## Történelmi mérések

### Osztrák–Magyar Monarchia

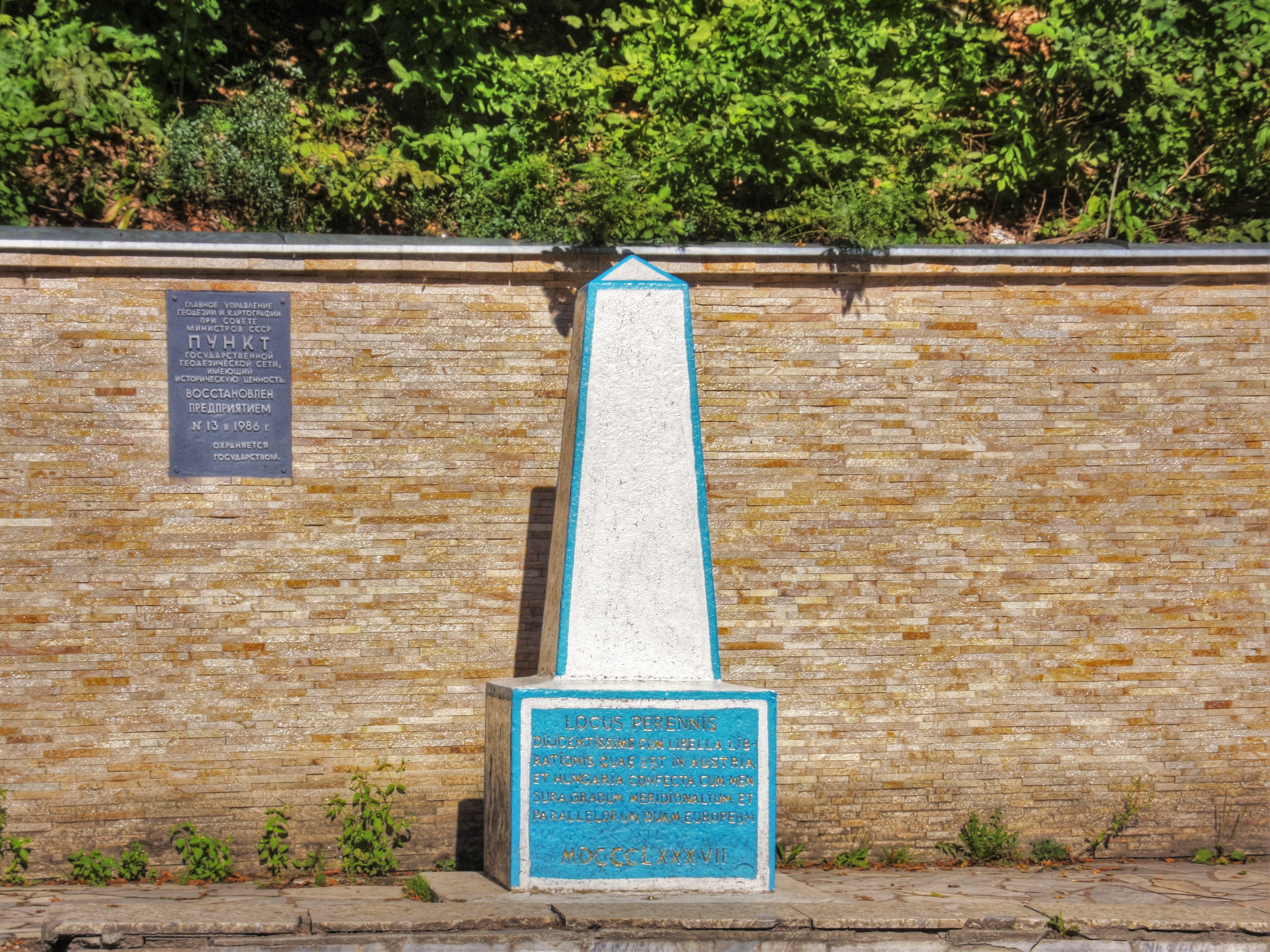
Osztrák-magyar jelölő Terebesfejérpatak mellett, a mai Ukrajna területén

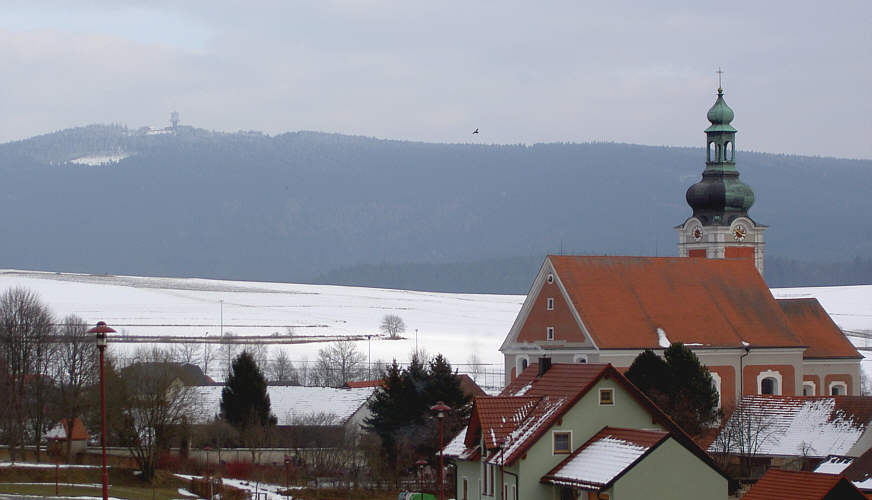
Tillenberg/Dyleň hegy (a háttérben Neualbenreuth, Bajorország)

- Napjaink Szlovákiájában, 1815 körül született egy nyilatkozat arról, hogy Európa közepe a bányaváros Körmöcbánya közelében található, egy dombon, amely elvileg vízválasztó a Balti-tenger és a Fekete-tenger medencéi közt, a Keresztelő Szent János-templom közelében. A kiszámításához használt módszert nem ismerjük, de a leírás alapján emléktábla található a templom közelében a 48°44'37"É 18°55'50" K koordinátákon, úgy tűnik, hogy ez volt a középpontja az akkor ismert Európának. A címet igényli a szomszédos falu Kékellő is, ugyanazon plébánia miatt, ami most egy híres téli sportközpont, szálloda és rekreációs központ a "Stred Európy” vagyis Európa közepe néven.
- Kárpátalján, a mai Ukrajnában, 1887-ben az Osztrák–Magyar Monarchia geográfusai felállítottak egy történelmi jelölést, egy nagy obeliszkszerű követ, hogy jelölje meg Európa földrajzi közepét. A kövön kopott latin felirat található, így az emlékművet vitatják, azt állítva, hogy a jelzés csupán egyike a számos geodéziai célú rögzített háromszögelési pontnak, amiket létrehozott a területén az egykori birodalom. A számítás során használt Európa külső határai nem ismertek. A leírás szerint a használt módszer az, hogy a geometriai középponthoz Európa szélső szélességi és hosszúsági fokait használták, így a kő  48°30' É 23°23' K-nél található. Azonban a tényleges helyzete, inkább 47°57'46.47" É, 24°11'14.4" K. Ez Terebesfejérpatak közelében, a Tiszánál található, közel a román határhoz, Kárpátalja Rahói járásában.
- Napjaink Csehországa / Bajorországa: osztrák geográfusok által meghatározott 939 méter magas Tillenberg (Dyleň), a földrajzi középpont, közel Chebhez. Mivel a határ mintegy 100 méterre nyugatra fut a hegytetőtől, ezért a német Neualbenreuth falva használja ezt promóciós célokra. Bayerischer Rundfunk újságírói megkérték a müncheni egyetem geográfiai intézetét, hogy ellenőrizze az állítást. Az intézet megállapítása szerint Közép-Európa középpontja délebbre, a Flossenbürg közelében lévő Hildweinsreuthnál található.

A második világháború után szovjet tudósok megerősítették az osztrák-magyar jelölést, hogy Rahó és Terebesfejérpatak Európa földrajzi középpontja. A régi jelzést a kis városban megújították, valamint egy nagyszabású kampány indult, hogy mindenkit meggyőznek érvényességéről.[forrás?]

## Az Európai Unió földrajzi középpontja
Több helyről állították azt, hogy ott található Európa földrajzi középpontja. Az alapján végezték a számításokat, hogy az adott időben mely országok voltak tagjai az Európai Uniónak (vagy korábban az Európai Gazdasági Közösségnek).

### IGN számítások

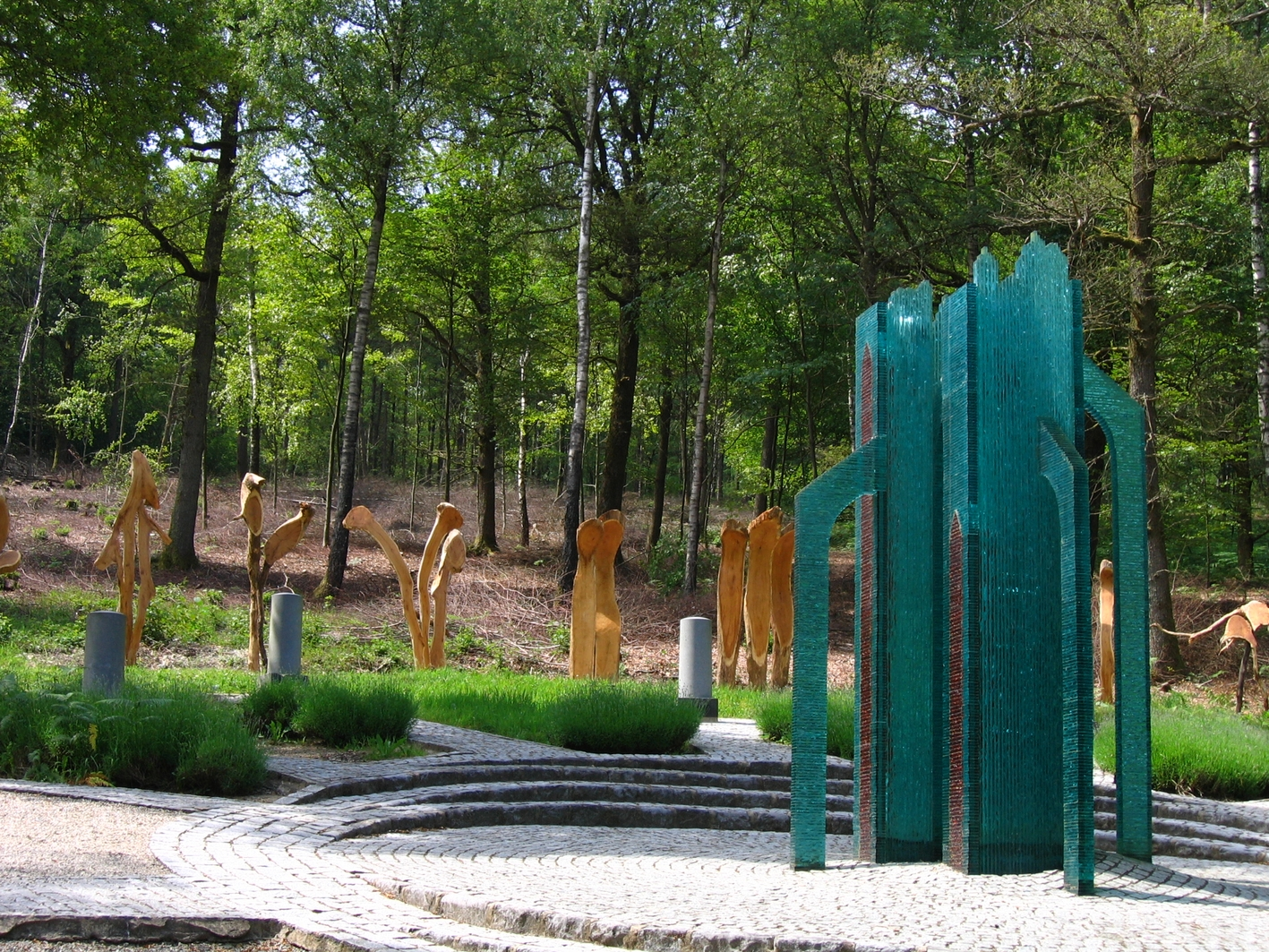
Emlékmű a belgiumi Viroinval településen (15 tagú EU)

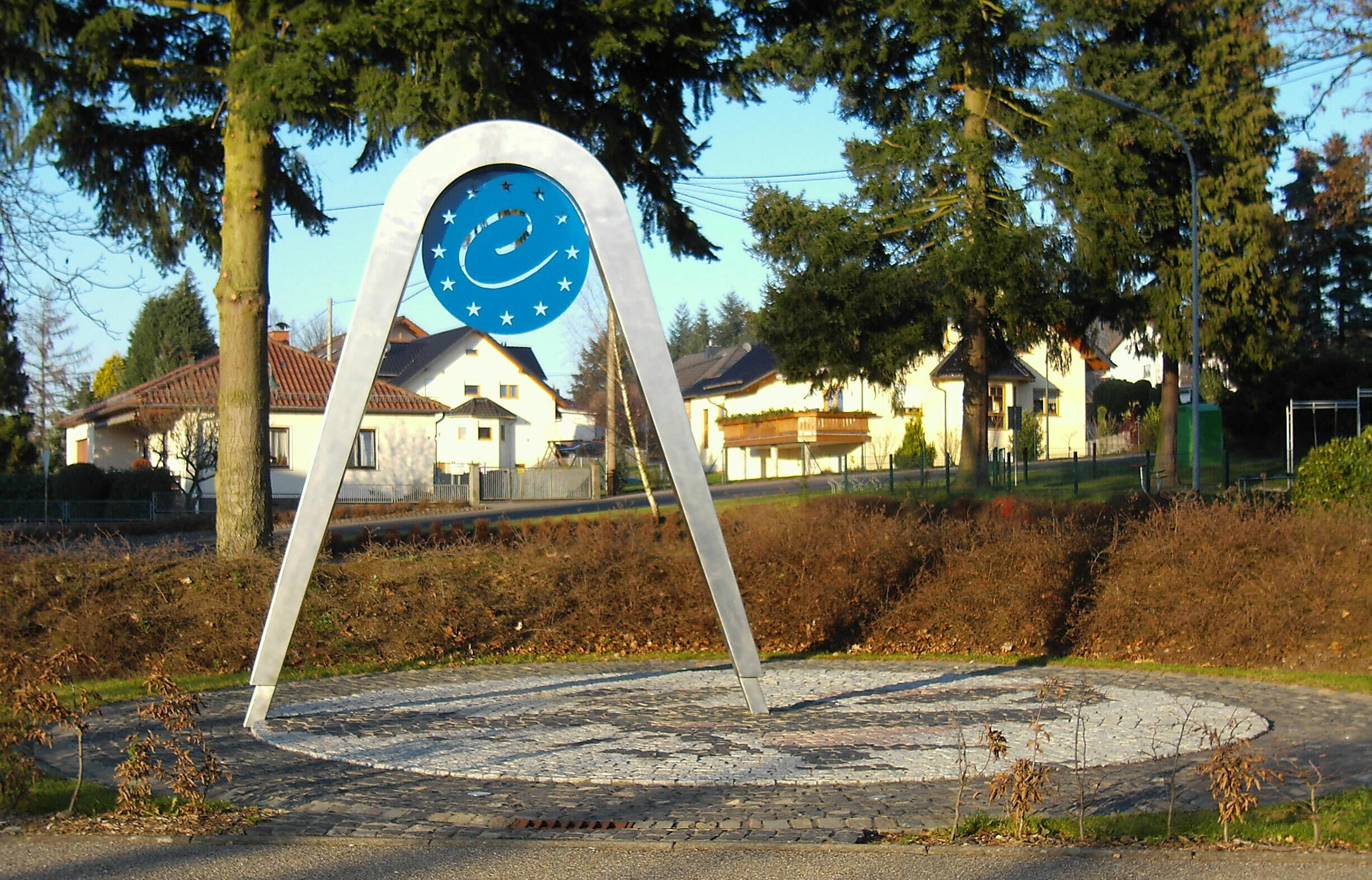
Emlékmű a németországi Kleinmaischeid településen (25 tagú EU)

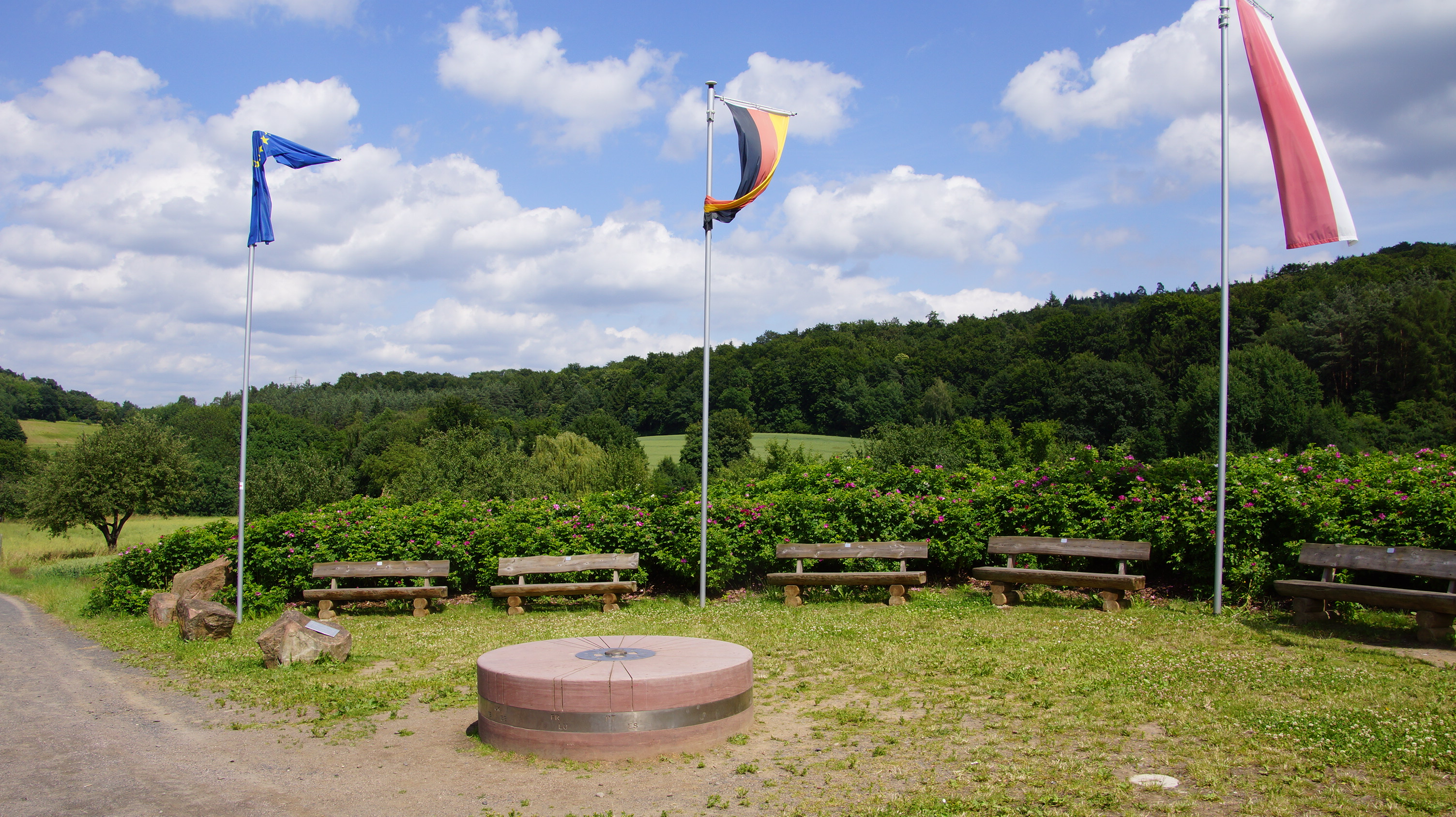
Emlékmű a németországi Gelnhausen-Meerholz település közelében (27 tagú EU)

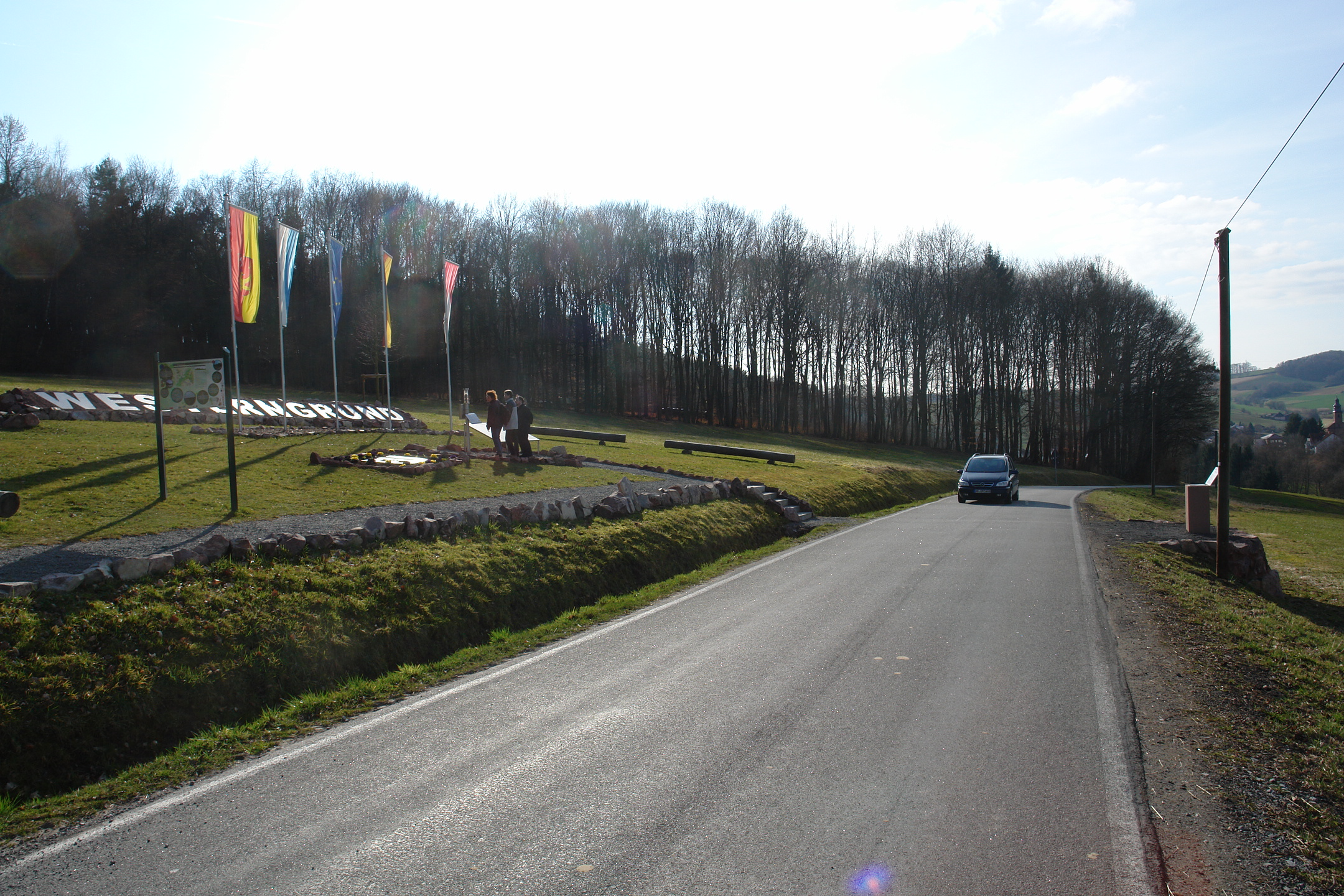
A 28 tagú Európai Unió (2014. május 10-től) földrajzi középpontja Mayotte-ot is beleértve a bajorországi Westerngrund

Mivel az Európai Unió (EU) többször növekedett az elmúlt 50 évben, a földrajzi középpont eltolódott minden bővítés alkalmával.
A francia Institut Géographique National (IGN) számítja ki a változó középpont helyzetét 1987 óta. A számítások során kizárja ki az olyan tengerentúli európai területeket, mint Francia Polinézia.
- 12 tag: 1987 közepén az Európai Közösségnek 12 tagja volt, megállapították, hogy a középpont Franciaországban van, Saint-André-le-Coq falunál, Puy-de-Dome megyében, Auvergne régióban, ez a pont eltolódott Németország 1990-es újraegyesítése után mintegy 25 km-rel északkeletre, Noireterre elnevezésű területre, Saint-Clément faluhoz, Allier megyébe, de továbbra is Auvergne régióban maradva. Egy kis emlékmű még mindig létezik Saint-Clémentben.
- 15 tag: Ugyanezzel a technikával, a IGN azonosította a földrajzi középpontot a 15 tagú Unióban is (1995-2004), az azonosított pont Viroinval, Belgium, koordinátái 50°00'33"É, 4°39'59" K, egy emlékmű őrzi ennek a pontnak is a megállapítását.
- 25 tag: a 25 tagú Unióban (2004-2007), az IGN által kiszámított pont az  50°31'31"É, 7°35'50" K, helyezkedik el, ez egy falu Kleinmaischeid, Rajna-vidék-Pfalz tartományban, Németországban.
- 27 tag: 2007. január 1. Románia és Bulgária az Európai Unió tagjává vált, így a földrajzi középpontjában eltolódott egy búzamezőre a német város Gelnhausen-on kívülre, Hessen államba, 115 km-re keletre az előző ponttól. Koordinátái: 50°10'21"É, 9°9'0" K.
- 28 tag: 2013. július 1-jén Horvátország csatlakozásával, a földrajzi középpontja átlépett északnyugat Bajorországba Westerngrund településhez Schulzengrundbach folyóhoz az 50° 7'2.23"É, 9°14'51.97" K koordinátákra. Amikor a francia tengerentúli megye Mayotte (Indiai-óceáni sziget csoport afrikai kontinens és Madagaszkár között) csatlakozott az EU-hoz 2014. május 10-én (francia megyévé vált), a földrajzi középpontja eltolódott 500 métert. A koordináták 50°6′8.004″ É, 9°15′15.91″ K, ez a hely egy Westerngrund melletti út 40 km-re keletre Frankfurttól, Németországban.

### Más számítások
Az EU földrajzi középpontjának meghatározása, akárcsak Európáé, nem mentes a vitáktól. Ha különböző szélső pontokat határozunk meg, mint például mely atlanti-óceáni szigeteket hogyan számítsuk bele a kalkulációba, akkor különböző eredményeket kapunk.[forrás?]

### Euróövezet
Az eurózóna eredeti középpontja Franciaországban található, közel Liernais faluhoz. Ezen pont is változik az új országok eurózónához csatlakozásával (pl. Szlovákia – 2009).[forrás?]

## További olvasnivalók
- Gardner, N (November 2005). "Pivotal points: defining Europe's centre". Hidden Europe (5): 20–21. Retrieved 2007-01-11. Useful short English language article that considers the claims of various localities to be the geographical centre of Europe.
- Egy 2004-es lengyel-német dokumentumfilm, Środek Europy (Die Mitte, "Center"), írta, illetve rendezte Stanisław Mucha, bemutatja a több mint egy tucat különböző helyen lévő középpontot.[17]

## Fordítás
Ez a szócikk részben vagy egészben  a   Geographical midpoint of Europe című angol Wikipédia-szócikk ezen változatának fordításán alapul.  Az eredeti cikk szerkesztőit annak laptörténete sorolja fel. Ez a jelzés csupán a megfogalmazás eredetét és a szerzői jogokat jelzi, nem szolgál a cikkben szereplő információk forrásmegjelöléseként.